# 愛媛県道19号松山港線
愛媛県道19号松山港線（えひめけんどう19ごう まつやまこうせん）は、愛媛県松山市を通る県道（主要地方道）である。

## 概要

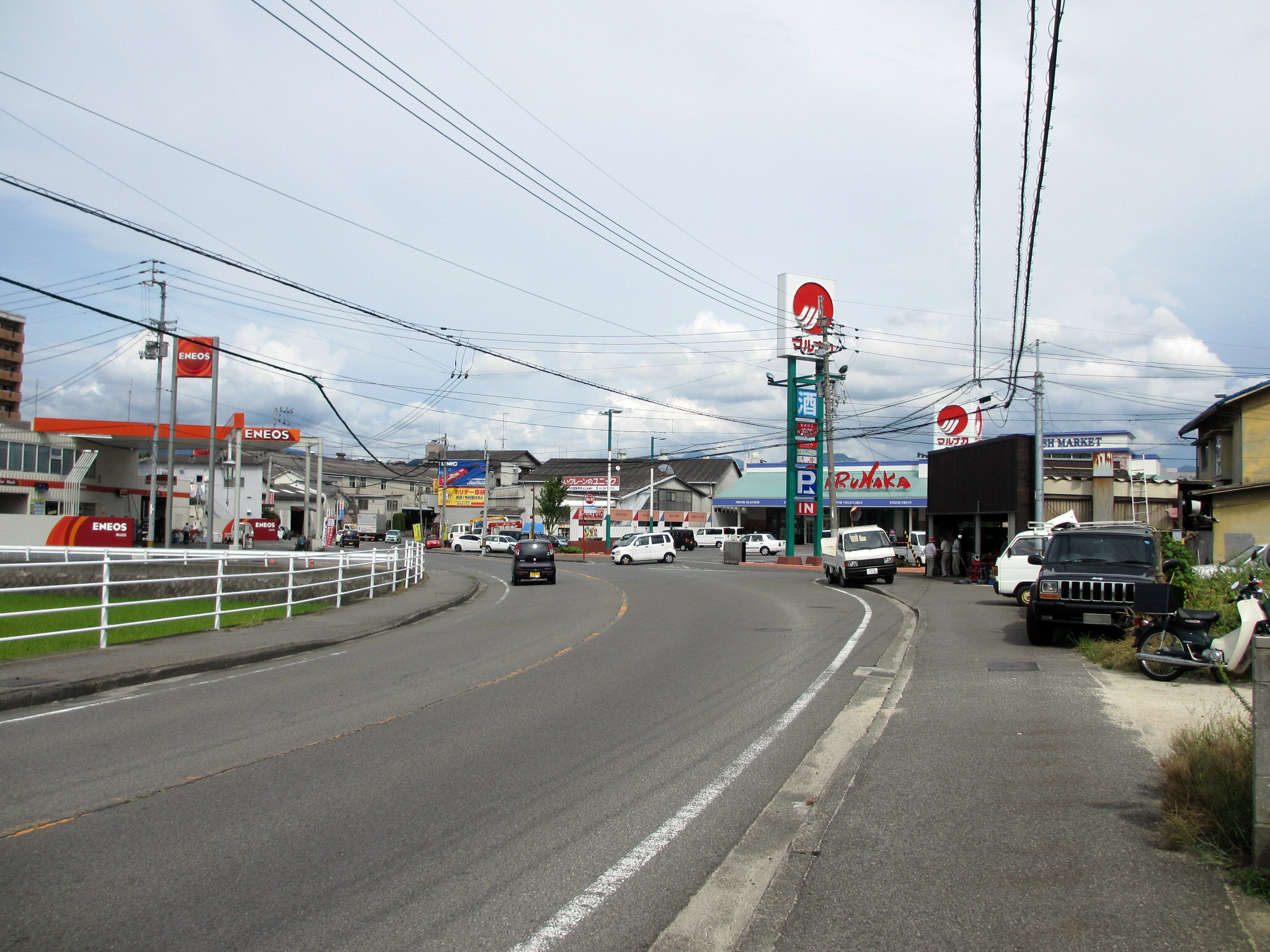
旧道区間（2017年）

旧道は「三津街道」と呼ばれ、一部区間に松山電気軌道の併用軌道が敷設されていたこともあった。
- 三本柳交差点より北方は、宮前川沿いに柳並木があった。
- 松山電気軌道の軌道も上記柳並木沿いにあった。
- 衣山に伊予鉄の梅津寺遊園地に対抗して建設した動物園併設の遊園地、「知新園」があった。

本線区間のうち、梅津寺町から高浜町終点にかけては海岸近くを走っているが、通常時には風波の影響をほとんど受けない松山港区域に位置するため、気象要因で通行規制がかかることは稀である。しかしながら、1991年（平成3年）9月27日の台風19号通過後には高浜駅前付近から終点の松山観光港にかけて長時間の通行規制（全面通行止め）が行われた。

### 路線データ
- 陸上距離：約10.1 km
- 起点：松山市大手町（西堀端交差点・国道56号交点、国道196号起点）
- 終点：松山市高浜町（愛媛県道39号松山港内宮線交点）

## 歴史
- 1993年（平成5年）5月11日 - 建設省から、県道松山港線が松山港線として主要地方道に指定される[1]。

## 路線状況

### 重複区間
- 国道437号（松山市中央・中央2丁目交差点 - 松山市祓川）
- 愛媛県道40号松山東部環状線（松山市三杉町）

### バイパス
松山市古三津 - 松山市高浜町（終点）に当県道のバイパスが完成した。
バイパスの完成により、松山市街地と松山観光港との間が非常に近くなった。また石風呂町 - 高浜町（終点）間には高浜トンネル（L=1,530m）がある。松山市内の県道でトンネルを有しているのは当県道と、松山空港線だけであり、高浜トンネルが最長である。

## 地理

### 通過する自治体
- 松山市

### 交差する道路
- 国道196号（起点）
- 愛媛県道187号六軒家石手線（松山市中央・中央1丁目交差点）
- 国道437号（松山市中央・中央2丁目交差点）
- 愛媛県道184号和気衣山線（松山市久万ノ台・久万ノ台交差点）
- 国道437号（松山市古三津）
- 愛媛県道186号三津浜停車場線（松山市古三津）
- 愛媛県道40号松山東部環状線（松山市高山町）
- 愛媛県道183号辰巳伊予和気停車場線（松山市松ノ木）
- 愛媛県道39号松山港内宮線・愛媛県道19号松山港線 バイパス（終点）

バイパス
- 国道437号・愛媛県道186号三津浜停車場線（松山市祓川）
- 愛媛県道40号松山東部環状線（松山市三杉町）
- 愛媛県道183号辰巳伊予和気停車場線（松山市辰巳町）
- 愛媛県道39号松山港内宮線・愛媛県道19号松山港線（終点）

### 沿線にある施設など
鉄道駅
- 松山駅（JR四国（四国旅客鉄道）予讃線）（松山市南江戸）
- 大手町駅（伊予鉄道高浜線）（松山市大手町）
- 三津駅（伊予鉄道高浜線）（松山市三杉町）
- 三津浜駅（JR四国（四国旅客鉄道）予讃線）
- 港山駅（伊予鉄道高浜線）（松山市港山町）
- 梅津寺駅（伊予鉄道高浜線）（松山市梅津寺町）
- 高浜駅（伊予鉄道高浜線）（松山市梅津寺町）

港
- 高浜港（松山市高浜）
- 松山観光港（松山市）

公共施設
- 法務局（松山市宮田町）

教育施設
- 松山聖陵高等学校（松山市久万の台）
- 松山市立高浜中学校（松山市梅津寺町）
- 松山市立高浜小学校（松山市梅津寺町）
- 松山市立味酒小学校（松山市味酒）

トンネル
- 高浜トンネル

その他
- 愛媛新聞（松山市大手町）
- 愛媛CATV（松山市大手町）
- 日本郵政グループ松山ビル（松山市宮田町）
- フジグラン松山（松山市宮田町）
- パルティフジ三津（松山市祓川）